# Зоряний шлях: Дивні нові світи
«Зоряний шлях: Дивні нові світи» (англ. Star Trek: Strange New Worlds) — американський телесеріал, створений Аківою Голдсманом, Алексом Курцманом і Дженні Люмет для стрімінгового сервісу Paramount+. Частина франшизи «Зоряний шлях», що належить до розширеної франшизи Куртцмана. Серіал є спінофом серіалу «Зоряний шлях: Дискавері» і приквелом до «Зоряний шлях: Оригінальний серіал».
Серіал розповідає про подорожі капітана Крістофера Пайка і екіпажу зорельота USS «Ентерпрайз» (NCC-1701) за десять років до подій, описаних у оригінальному «Зоряному шляху».
«Дивні нові світи» отримав широке схвалення за вдале продовження та осучаснення тем оригінального серіалу, епізодичну структуру сюжету та візуальний стиль. Чимало критиків у той же час зауважили, що серіал не пропонує нічого нового, чого глядачі ще не бачили в «Зоряному шляху».

## Сезони
| Сезон | Епізоди | Епізоди | Оригінальний випуск | Оригінальний випуск |
| Сезон | Епізоди | Епізоди | Перший випуск       | Останній випуск     |
| ----- | ------- | ------- | ------------------- | ------------------- |
| 1     | 10      | 10      | 5 травня 2022       | 7 липня 2022        |
| 2     | 10      | 10      | 15 червня 2023      | 17 серпня 2023      |
| 3     | 10      | 10      | 17 липня 2025       | 11 вересня 2025     |

## Синопсис

### Перший сезон
| № серії | Назва серії                                                                         | Режисер(и)         | Сценарист(и)                                | Оригінальна дата виходу |
| --- | ----------------------------------------------------------------------------------- | ------------------ | ------------------------------------------- | ----------------------- |
| 1 | «Дивні нові світи / Strange New Worlds»                                             | Аківа Голдсман     | Аківа Голдсман, Алекс Курцман, Дженні Люмет | 5 травня 2022           |
| Капітана Пайка викликають на термінове завдання: зник зв'язок із зорельотом, який виконував перший контакт з цивілізацією планети Кайлі 279, що тільки-но здійснила перший надсвітловий політ. Пайк вирушає туди на зорельоті «Ентерпрайз», але його мучать видіння власної смерті, які він побачив у клінґонському монастирі (події серіалу «Зоряний шлях: Дискавері»). Старший офіцер Спок здогадується, що місцева цивілізація насправді винайшла не надсвітловий варп-двигун, а варп-бомбу, оскільки помітила нещодавню битву за участю Федерації. Схоже, що зникла команда викрадена аборигенами, тож Пайк збирає загін і, замаскувавшись, проникає у дослідний центр. У Спока маскування виходить з ладу, команда викриває себе, але визволяє колег. Лідерка однієї з тамтешніх наддержав намагається переконати прибульців, що бомба потрібна для перемоги в багатовіковій війні. Спок розповідає як Земля пережила Третю світову війну й застерігає, що Кайлі 279 може не пережити таку ж катастрофу. Він наказує «Ентепрайзу» вийти на низьку орбіту, що сіє паніку в аборигенів. Обидві наддержави зустрічаються для переговорів і досягають перемир'я. Хоча Пайк порушив цим Перший загальний наказ — не втручатися в розвиток доварпових цивілізацій, його виправдовують, оскільки цивілізація вже пересвідчилася раніше в існуванні інших істот у космосі. Замість Першого загального наказу приймається точніша Верховна директива, а Пайк уперше проголошує гасло «Ентерпрайза»: «досліджувати дивні нові світи та цивілізації, сміливо йти туди, де не ступала нога людини».                              |                                                                                     |                    |                                             |                         |
| 2 | «Діти комети / Children of the Comet»                                               | Майя Врвіло        | Генрі Алонсо Майєрс, Сара Тарков            | 12 травня 2022          |
| «Ентерпрайз» спостерігає за прольотом комети повз планету, населену примітивними гуманоїдами. Несподівано комета змінює траєкторію руху, загрожуючи врізатися в планету. Спроби збити її зазнають невдачі — об'єкт захищений силовим полем. Кадетка Нійота Ухура приєднується до команди, що висаджується в храм на кометі. Офіцер з науки Кірк (брат капітана Тиберія Кірка) непритомніє через викид енергії. Ухура лишається єдиною надією вибратися з храму. Вона розкриває, що комета реагує на музику. Невдовзі «Ентерпрайз» зустрічається з кораблем істот, які називають себе «пастирями». Вони вимагають негайно покинути будь-які спроби вплинути на рух комети, яку вони називають М'ханіт. За їхніми словами, М'ханіт — це стародавня сутність, яка сама вирішує куди летіти. Ухурі вдається підібрати мелодію, що дозволяє вибратися з храму. «Пастирі» вступають у бій з «Ентерпрайзом», у ході якого від комети відколюється фрагмент і вона змінює свій курс. Викинута М'ханітом хмара льоду збагачує атмосферу планети водою, що сприяє розвитку цивілізації. «Пастирі» вирішують, що цього й бажала комета, і летять далі. Ухура задумується про те, що М'ханіт знав своє майбутнє. Пайк приймає свою долю і починає пошук кадетів, яких через 10 років мусить урятувати ціною життя. |                                                                                     |                    |                                             |                         |
| 3 | «Привиди Іллірії / Ghosts of Illyria»                                               | Леслі Гоуп         | Акела Купер, Білл Волков                    | 19 травня 2022          |
| «Ентерпрайз» розслідує зникнення колонії іллірійців — цивілізації, недопущеної в Федерацію через використання генетичних модифікацій. До планети наближається іонна буря, учасники розвідувальної команди ледве встигають повернутися на зореліт, окрім Пайка та Спока. Невдовзі виявляється, що команда заражена вірусом, який спричиняє потяг до яскравого світла. В його пошуках хворі ставлять під загрозу власне життя та безпеку «Ентерпрайза». Перша заступниця капітана, Уна Чін-Райлі, оголошує карантин, проте лікар Мбенґа не може зарадити епідемії. До того ж він приховує якийсь «спеціальний проєкт». Пайк і Спок, сховавшись від бурі, знаходять записи про те, як колоністи намагалися скасувати свої генетичні модифікації, в ході чого створили вірус. Коли буря наближається, в ній з'являються дивні сяйливі силуети, котрі захищають Пайка зі Споком від згубного випромінювання. З цього Пайк і Спок роблять висновок, що хворі іллірійці, приваблені спалахами бурі, лишили в ній свій відбиток і стали «привидами». Уна зізнається лікареві, що вона іллірійка, замаскована під людину. Завдяки цій інформації Мбенґа синтезує ліки. Коли Пайк і Спок повертаються на «Ентерпрайз», Уна просить про свою відставку. Пайк відмовляє, пообіцявши, що не дозволить упередженням зашкодити чиєму-небудь життю чи кар'єрі. Команда з'ясовує, що вірус проник через автоматичний фільтр корабля, оскільки Мбенґа забирає енергію для зберігання в телепорті хворої дочки, ліки для якої сподівається знайти десь у галактиці.                                                                          |                                                                                     |                    |                                             |                         |
| 4 | «Пам'ятай про смерть / Memento Mori»                                                | Ден Лю             | Деві Парез, Бо ДеМайо                       | 26 травня 2022          |
| «Ентерпрайз» везе обладнання для колонії Федерації, котра виявляється знищена невідомими ворогом. Слідки вказують, що колонію атакували ґорни — цивілізація ящерів-мисливців. Групу вцілілих вдається забрати на «Ентерпрайз», але Уна, що в дитинстві пережила напад ґорнів, здогадується, що це пастка. Замаскований зореліт ґорнів атакує «Ентерпрайз» під час прийому біженців (через це неможливо ввімкнути захисні щити), пошкодивши головні системи. Оскільки тепер «Ентерпрайз» не може використати варп-двигун, капітан Пайк приймає рішення сховатися в атмосфері коричневого карлика поблизу. Ґорни починають переслідування і їх вдається знищити останньою торпедою. Але це виявляється хитрістю, щоб «Ентерпрайз» викрив своє розташування. Уна просить Спока виконати злиття розумів, щоби згадати деталі свого трагічного дитинства. Вона розуміє, що зорельоти ґорнів комунікуються світловими сигналами та підробляє їхній шифр. У результаті один ворожий корабель знищує інший. Лишається останній, найбільший. Пайк придумує зобразити вибух, що змусить ворогів повірити в загибель «Ентерпрайза» та полетіти геть. Тим часом Ухура замінює пошкоджені деталі, щоб запустити варп-двигун. Помітивши вибух, ґорни відступають, а «Ентерпрайз» успішно тікає, втративши сімох членів екіпажу. Уна зауважує, що ґорни полюють на нових територіях, на що Пайк відповідає — наступного разу їхні цілі будуть підготовані. |                                                                                     |                    |                                             |                         |
| 5 | «Шаленство Спока / Spock Amok»                                                      | Рейчел Лейтерман   | Генрі Алонсо Майєрс і Робін Вассерман       | 2 червня 2022           |
| Коли «Ентерпрайз» прибуває на Зоряну базу 1 для ремонту, екіпаж вирушає у відпустку в її біокуполи. Спок вагається щодо своїх стосунків із нареченою Т'Прінг, яку полишив на планеті Вулкан. Він вважає, що перейняв забагато людських рис і вирішує зустрітися з Т'Прінг для особистої розмови. Обоє проводять церемонію злиття розумів, аби краще зрозуміти одне одного, та випадково обмінюються тілами. Спок намагається приховати це, але скоро виявляється, що він негайно потрібен для дипломатичної місії. Посли цивілізації ронговійців розглядають можливість союзу з Федерацією, а також з клінґонами або ромуланцями. Т'Прінг у тілі Спока підтримує їхні побоювання щодо Федерації. Тоді Пайк заступається за неї і це справляє дуже хороше враження на послів, вони вирішують приєднатися до Федерації. Паралельно Уна та Ла'ан Нуньєн-Сінг виявляють двох кадеток, що виконували «Ентерпрайз-бінго» — гру з порушенням уставу. Вони переконуються, що гра весела, і також пробують її. М'Бенга і Чапел використовують медичні технології, щоб повернути Спока й Т'Прінг у відповідні тіла. Пара вулканців вирішує полишити стосунки, натомість присвятити життя службі. |                                                                                     |                    |                                             |                         |
| 6 | «Підніми нас туди, де не дістане страждання / Lift Us Where Suffering Cannot Reach» | Енді Армаганян     | Робін Вассерман і Білл Волкофф              | 9 червня 2022           |
| Під час картографування біля планети Маджаліс «Ентерпрайз» отримує сигнал лиха. Невідомі намагаються викрасти хлопчика, Першого Слугу, котрий невдовзі повинен пройти церемонію на Маджалісі. «Ентерпрайз» збиває нападників, а потерпілих бере на борт: хлопчика, його батька та лікаря Гамаля, й президентку Алору, — давню знайому Пайка. Проводячи медогляд Першого Слуги, Мбенґа довідується, що на Маджалісі є технологія для зцілення його дочки. Пайк також цікавиться тамтешньою медициною, бо вона може врятувати його в майбутньому. Оглядаючи місце падіння зловмисників, Ухура й Уна знаходять медаль охоронця Першого Слуги. Алора розуміє, що один з охоронців зрадив її, викриває його, але під час гонитви змушена вбити зрадника, щоб не загинути самій. Після цього Гамаль намагається забрати Першого Слугу на шатл, який вибухає в протистоянні з «Ентерпрайзом». Всі думають, що хлопчик загинув, але Спок з'ясовує, що той сховався на «Ентерпрайзі». Першого Слугу вчасно доставляють на церемонію, куди допускають Пайка. Капітан розкриває, що церемонія полягає в підімкненні хлопчика до машини, яка підтримує міста Маджалісу над морями лави. В процесі роботи машини хлопчик страждатиме, поки не помре, хоча і йде на це добровільно. Розлючений, Пайк пориває стосунки з Алорою. Гамаль зізнається, що хотів урятувати сина і тепер планує приєднатися до повстанців, які бажали покласти край аморальному звичаю. Гамаль не може допомогти Мбензі технологіями, але ділиться з ним знанням як вилікувати його дочку.                                                                    |                                                                                     |                    |                                             |                         |
| 7 | «Тихий шторм / The Serene Squall»                                                   | Сідні Фріленд      | Бо Демайо і Сара Таркофф                    | 16 червня 2022          |
| Далеку колонію атакують космічні пірати, «Ентерпрайз» поспішає на порятунок. Як підозрює Пайк, піратський зореліт «Тихий шторм» везтиме колоністів за межі Федерації, щоб продати у рабство. Нова радниця Аспен каже летіти до джерела сигналу лиха серед астероїдів. Там «Ентерпрайз» потрапляє у пастку, пірати проникають на борт і захоплюють більшість екіпажу, в тому числі й капітана. Спок розуміє, що Аспен забагато знає про ворога. Як з'ясовується, вона насправді капітан «Тихого шторму» на ім'я Енджел. Метою Енджел є визволити свого чоловіка з вулканської в'язниці. Вона зв'язується з Т'Прінг і пропонує обміняти чоловіка на Спока. Та Спок розігрує розрив заручин із Т'Прінг і на доказ цього цілується з медсестрою Чапел. Таким чином обмін втрачає для неї цінність. У той же час Пайк підбурює піратів на заколот. Енджел намагається вистрілити в зореліт Т'Прінг, але Уна блокує зброю «Ентерпрайза». Енджел тікає, а її пірати здаються. Пізніше Спок зустрічається з Т'Прінг і пояснює, що розрив заручин був фіктивним, але вона й сама це зрозуміла. Також Спок припускає, що чоловік Енджел — це його зведений брат Сайбок. |                                                                                     |                    |                                             |                         |
| 8 | «Елісійське королівство / The Elysian Kingdom»                                      | Аманда Роу         | Акела Купер і Онітра Джонсон                | 23 червня 2022          |
| Мбенґа читає дочці казку, але дівчинка невдоволена фіналом. Батько обіцяє, що коли вона видужає, то зможе писати власні казки. Під час дослідження туманності двигуни «Ентерпрайза» раптом перестають працювати, хоча ніяких поломок не виявлено. Мбенґа опиняється в ролі короля з казки, як і решта екіпажу стають її персонажами. Інженер Геммер єдиний, крім Мбенґи, тверезо сприймає ситуацію, але його бере в полон зла королева. Вона вимагає, щоби Мбенґа віддав їй Камінь Меркурія, проте король не знає що це. Мбенґа з придворними опиняються в полоні поряд з Геммером. Той припускає, що туманність — це Больцманівський мозок, який розігрує казку. Вдаючи з себе чаклуна, Геммер забезпечує втечу, проте Пайк у ролі боягузливого камердинера зраджує короля. Мбенґу рятує мисливиця, хоча цього не було в сюжеті казки. Тоді Мбенґа розуміє, що подіями керує його дочка та здогадується де її знайти. Дівчинка пояснює — туманність почувалася самотньо і, відчувши самотність дитини, вирішила здійснити мрію дівчинки. Мбенґа просить туманність за посередництва телепатії Геммера відпустити «Ентерпрайз». Туманність відповідає, що тоді дівчинка знову стане хвора, проте може залишити її в себе, зробивши безсмертною. Мбенґа погоджується, дочка розчиняється в світлі, а потім повертається вже дорослою. Вона дякує батькові, кажучи, що для неї за мить минули роки, сповнені пригод. Вона лишається з туманністю, а «Ентерпрайз» летить далі. Екіпаж не пам'ятає що сталося, за винятком Геммера та Мбенґи.                                                                                 |                                                                                     |                    |                                             |                         |
| 9 | «Усі, хто блукають / All Those Who Wander»                                          | Крістофер Дж. Бірн | Деві Перес                                  | 30 червня 2022          |
| На «Ентерпрайз» надходить прохання оглянути місце падіння зорельота «Перегрін». Там виявляється багато трупів, записи свідчать про ґорнів, які заразили кількох взятих на борт пасажирів. Геммер і Ухура відновлюють системи корабля, а Пайк дізнається, що на борту було троє біженців. Один уже загинув, а двох невдовзі знаходять — це дівчинка та гуманоїд невідомого виду. Гуманоїд виявляється заражений, з його тіла вириваються малі ґорни та атакують команду, борючись між собою за лідерство. Екіпаж «Ентерпрайза» складає план убити останнє й найсильніше дитинча ґорна, заманивши його в холод. Та перед цим істота нападає на Геммера та заражає його. Він заохочує Ухуру залишитися в Зоряному Флоті, після чого вистрибує з зорельота, щоб загинути на морозі разом з ґорном у своєму тілі. Уна після поминок бере відпустку, щоб допомогти дівчинці знайти її сім'ю. |                                                                                     |                    |                                             |                         |
| 10 | «Якість милосердя / A Quality of Mercy»                                             | Кріс Фішер         | Генрі Алонсо Майерс і Аківа Голдсман        | 7 липня 2022            |
| На кордоні з Ромуланською імперією модернізують аванпости Федерації. Коли зорельоти «Ентерпрайз» і «Каюга» постачають туди провізію, Пайк випадково зустрічає одного з курсантів, про якого знає, що рятуючи його в майбутньому, буде скалічений, а курсант загине. Пайк вирішує надіслати йому попередження, коли поруч з'являється Пайк із майбутнього. Гість приносить кристал часу, який показує до чого призведе рішення Пайка. Капітан опиняється через сім років у майбутньому, коли на аванпост Федерації нападає ромуланський зореліт. Пайк переконує Спока, що історія змінилася, але Спок не розуміє чим настале майбутнє гірше. В пошуках нападника «Ентерпрайз» бачить як ромуланці знищують аванпост невідомою зброєю. Капітана Джейм Кірк з зорельота «Фарагут» пропонує агресивну відповідь, аби вороги не сумнівалися в силі Федерації, але Пайк наполягає на переговорах. Спок підказує як вистежити нападників, коли вони будуть вразливі. Ромуланці внаслідок маневру підбивають «Фарагут», але й самі виявляються знерухомлені. Ромуланський командир погоджується на припинення вогню, але його підкомандувач викликає підкріплення. Кірк також викликає підкріплення, щоправда цивільних дронів, покладаючись на те, що ромуланці не знають технологій Федерації. Ворожа претор убиває свого командувача і оголошує війну. При відступі постріл влучає в «Ентерпрайз», через що Спок отримує численні каліцтва. У своєму часі Пайк визнає, що помінятися зі Споком долями неприпустимо. Невдовзі прибуває капітан Бетел із «Каюги», яка заарештовує Уну за те, що вона генетично змінена ілірійка. |                                                                                     |                    |                                             |                         |

### Другий сезон
| № серії (загалом) | № серії (в сезоні) | Назва серії                                                     | Режисер(и)      | Сценарист(и)                      | Оригінальна дата виходу |
| --- | ------------------ | --------------------------------------------------------------- | --------------- | --------------------------------- | ----------------------- |
| 11 | 1                  | «Розірване коло / The Broken Circle»                            | Кріс Фішер      | Генрі Алонсо Маєр & Аківа Ґолдмен | 15 червня 2023          |
| «Ентерпрайз» проходить техогляд. Уна відправлена в «тимчасову відпустку», а Крістофер Пайк тим часом шукає спосіб лишити її в Зоряному флоті. Командиром корабля на два тижні стає Спок. Начальниця служби безпеки Ла'ан Нуньєн-Сінг надсилає сигнал лиха з планети Каджитар IV, на якій поперемінно працюють Федерація та клінґони. Спок вирішує викрасти «Ентерпрайз» і полетіти на допомогу. Ревізорка Пелія викриває його намір, але вирішує допомогти, знаючи, що вулканець не зробив би цього без вагомої причини. На Каджитарі IV Ла'ан пояснює, що торговці дилітієм задумали поновити війну між Федерацією та Клінґонською імперією, щоб підвищити попит на дилітій. Лікар Джозеф М'Бенґа та медсестра Крістін Чапел проникають до шахт, де виявляють зореліт Федерації, захоплений клінґонами, який буде використано для провокації. Коли зореліт злітає, готуючись атакувати клінґонське судно, Спок віддає наказ знищити зореліт. Джозеф і Крістін встигають вистрибнути у космос і їх телепортують на борт «Ентерпрайза». Спок здобуває повагу від капітана врятованого судна, а командування знімає з нього звинувачення з огляду на користь для Федерації. В той час у простір Федерації входить корабель ґорнів. |                    |                                                                 |                 |                                   |                         |
| 12 | 2                  | «Ad Astra per Aspera»                                           | Валері Весс     | Дана Горґан                       | 22 червня 2023          |
| Наближається суд над Уною за приховування того, що вона іллірійка з незворотними генетичними модифікаціями. Пайк переконує іллірійську адвокатку з цивільних прав Ніру Кетул виступити на захист Уни. Кетул стверджує, що закон про заборону генетичних модифікацій несправедливий і застосовується непослідовно, і вказує на те, що адмірал Ейпріл порушив Головну директиву, коли вважав, що це було правильно. Ла'ан намагається з'ясувати як Зоряний флот дізнався, що Уна генетично модифікована і думає, що це через її запис у особистому журналі. Але в такому разі інформація була отримана незаконно. Уна розповідає як Федерація з упередженням ставиться до генетично модифікованих іллірійців і як це позначилося на її дитинстві. Вона пояснює, що приєдналася до Зоряного флоту, оскільки вважала, що знайде там захист від переслідувань. І вона ж сама видала себе, бо не хотіла більше приховувати свою сутність. Пайк визнає, що знав секрет Уни, але не виказав його, хоча за законом повинен був. Кетул користується цим, щоб апелювати до правила: будь-хто, шукаючи захисту від переслідувань, може звернутися за допомогою до Зоряного флоту. Суд приймає таке формулювання та виправдовує Уну і Пайка. |                    |                                                                 |                 |                                   |                         |
| 13 | 3                  | «Завтра і завтра і завтра / Tomorrow and Tomorrow and Tomorrow» | Аманда Роу      | Девід Рід                         | 29 червня 2023          |
| Таємничий поранений чоловік з'являється на «Ентерпрайзі» і перед смертю дає Ла'ан пристрій для подорожей у часі. Пристрій переносить її в альтернативну реальність, де люди не входять до Федерації та потерпають від війни проти ромуланців. «Ентерпрайзом» командує Джеймс Тиберій Кірк, який відмовляє Споку в допомозі вулканцям. Джеймс не вірить розповіді Ла'ан, під час суперечки пристрій переносить обох у Торонто 2020-х років. Джеймс задоволений життям там, бо в його реальності Земля спустошена. Обоє стають свідками вибуху, Ла'ан здогадується, що це зробили ромуланці. Тікаючи від поліції, Ла'ан і Джеймс проникаються взаємною симапатією. Їм допомагає місцева жителька Сера, схиблена на теоріях змови. Ла'ан знаходить Пелію, що живе в цей час на Землі, спонукає її зайнятися інженерією, та отримує підказку як розшукати наступні ціль ромуланців — прототип реактора холодного синтезу. Сера виявляється ромуланкою, що не може тепер підірвати реактор, але має запасний план — убити малого Хана Нуньєна Сінгха, майбутнього злочинця, чиї дії проте приведуть до утворення Федерації. Сера застрелює Кірка та бореться з Ла'ан, яка вбиває Серу та рятує Хана. Ла'ан повертається на «Ентерпрайз» у виправлену реальність. Представниця часової поліції з майбутнього дякує їй та конфіскує пристрій для подорожей у часі. Ла'ан клянеться зберігати таємницю та потім зв'язується з тутешнім Кірком, який нічого не пригадує про втручання в історію. |                    |                                                                 |                 |                                   |                         |
| 14 | 4                  | «Серед лотофагів / Among the Lotus Eaters»                      | Едуардо Санчез  | Кірстен Беєр і Дейві Перез        | 6 липня 2023            |
| Пайк засмучує Бетел, припускаючи, що їхні стосунки зашкодили її кар'єрі. Бетел дарує йому кулон, який на одній з планет, за повір'ям, допомагав повернутися морякам додому. «Ентерпрайз» отримує термінове завдання вирушити на планету Рігель VII, де зореліт був 5 років тому. Тоді там було виявлено примітивну цивілізацію, при контакті з якою загинув член команди. Знімки з космосу показують, що місцеві жителі знають про Зоряний флот. Команда «Ентерпрайза» повинна висадитися та знищити всі сліди, які лишилися від попереднього відвідування. Пайк, Лаан і М'Бенґа знаходять фортецю, в якій править Зак Нґуєн, якого вважали загиблим під час попередньої місії. Зак захопив владу та запровадив кастову систему, в якій жителі фортеці все пам'ятають, а жителі за межами щодня забувають хто вони. Причина цього — астероїди, що випромінюють особливу радіацію. Зак наказує кинути Пайка, Лаан і М'Бенґу до клітки і вони забувають хто вони. Їх відправляють у каменоломні, де Пайк здогадується, що так не повинно бути. Разом з колегами він тікає, узявши місцевого жителя. Лаан зазнає важкого поранення. Почувши легенду, що спогади зберігаються в замку Зака в скрині, Пайк пробивається всередину, перемагає Зака та дізнається, що в скрині лише звичайні речі. Сам замок блокує радіацію, бо складений з особливої руди. Екіпаж «Ентерпрайза» також втрачає пам'ять, але Еріка Ортегас, прийнявши пілотування, завдяки корабельному комп'ютеру пригадує мету місії та відводить зореліт від астероїдів. Після повернення Пайк наказує забрати найбільший астероїд з орбіти, позбавивши Рігель VII від радіації. Він вибачається перед Бетел, і вони відновлюють стосунки. |                    |                                                                 |                 |                                   |                         |
| 15 | 5                  | «Шаради / Charades»                                             | Джордан Каннінг | Кетрін Лін і Генрі Алонсо Маєрс   | 13 липня 2023           |
| Спок і Чепел, досліджуючи таємничий вихор на руїнах цивілізації керковіанців, ледве не гинуть, але отямлюються неушкодженими. Їхній шаттл виявляється відремонтований, Чепел цілком у нормі, але Спок став з напівлюдини людиною. Згідно з повідомленням керковіанців, шаттл потрапив у їхній транспортний тунель і за законом уся ненавмисна шкода була виправлена. Проте вважаючи обох пасажирів представниками того самого виду, керковіанці «виправили» тіло Спока неправильно Незабаром у Спока заручини Т'Прінг, чия мати Т'Пріл проти одруження. Мати Спока, Аманда Грейсон, прибуває на «Ентерпрайз», щоб допомогти Споку підготуватися. Спок не розповідає Т'Прінг про свій стан, хоча вона помічає, що з ним щось негаразд. Спок став надто емоційним, як для вулканця та боїться, що провалить необхідні для заручин ритуали. Чепел шукає спосіб повернути споку його подвійну природу і, зазнавши невдачі, звертається до керковіанців. Вона визнає, що кохає Спока, і керковіанці дають їй формулу ліків. Пайк, щоб виграти час, пропонує батькам Т'Прінг зіграти в шаради, видавши це за людський ритуал. Споку вдається виконати всі вимоги, останньою з яких стає встановленням телепатичного зв'язку з матір'ю. Тоді він розкриває Т'Пріл, що він людина, і отримує ліки. Ображена тим, що Спок приховав від неї свій стан, Т'Прінг вирішує перервати їхні стосунки. Пізніше Спок зізнається Чапел, що він також її кохає, і вони цілуються. |                    |                                                                 |                 |                                   |                         |
| 16 | 6                  | «Втрачено в перекладі / Lost in Translation»                    | Ден Лю          | Онітра Джонсон і Девід Рід        | 20 липня 2023           |
| «Ентерпрайз» доставляє обладнання для будівництва космічної станції, що видобуває дейтерій з туманності. Нійота Ухура невдовзі бачить галюцинації страхітливих образів, включаючи смерть її батьків і колишнього інженера «Ентерпрайза» Геммера. Пелія всупереч наказу проявляє ініціативу та знаходить сліди диверсії. Саула Рамона, офіцера, відповідального за саботаж, відправляють у лазарет; в нього ті ж симптоми, що в Ухури. Рамон тікає з лазарету й намагається вчинити диверсію на «Ентерпрайзі». Ухура переслідує його і безуспішно намагається заспокоїти. Джеймс Кірк відвідує «Ентерпрайз» і рятує Ухуру перед тим, як Рамон спричиняє вибух і сам гине. Ухура обговорює свої галюцинації з Кірком, і він допомагає їй зрозуміти, що їй потрібно протистояти болісним спогадам про батьків і Геммера, а не ігнорувати їх. За допомоги Кірка та його брата Сема, ксеноантрополога, Ухура розуміє, що її галюцинації — це повідомлення від істот, які живуть у дейтерії та гинуть під час його переробки. Вони хотіли повідомити про загрозу для себе, скориставшись о́бразами зі спогадів людей. Тож Рамон саботував станцію, щоб спробувати захистити їх. Ухура пояснює це Пайку, і він наказує евакуювати станцію, а потім знищити її. |                    |                                                                 |                 |                                   |                         |
| 17 | 7                  | «Ті давні дослідники/ Those Old Scientists»                     | Джонатан Фрейкс | Кетрін Лін і Білл Волкофф         | 27 липня 2023           |
| У XXIV столітті енсіну Бреду Боймлеру з USS «Керрітос» (див. «Зоряний шлях: Нижні палуби») доручають дослідити стародавній портал. Портал випадково активується та переносить його назад у часі на 120 років, коли той самий портал досліджує команда «Ентерпрайза». Боймлер намагається стримати своє хвилювання від зустрічі зі знаменитими дослідниками, а також не допустити зміни історії своїми знаннями про майбутнє. Коли поряд з'являється зореліт оріонців, Боймлер попереджає, що це дослідницький корабель, а не піратський, як вважалося. Оріонці забирають портал і Пайк обмінює його на вантаж зерна. Команді «Ентерпрайза» вдається з'ясувати, що портал живиться рідкісною речовиною хоронієм, якої лишилося на один запуск. Коли Боймлера готують до відправки в майбутнє, з XXIV століття прибуває його колега Беккет Марінер, намагаючись урятувати Боймлера. Спок і Боймлер безуспішно намагаються синтезувати хороній, тоді як Марінер і Ухура працюють над перекладом написів з порталу. Боймлер здогадується, що на «Ентерпрайзі» Пайка є деталь корпусу старого «Ентерпрайза» NX-01 з хоронію. Завдяки знайденій деталі портал вдається ввімкнути. Боймлер і Марінер повертаються у свій час, сказавши оріонцям, що в майбутньому вони мають гарну репутацію. Пайк погоджується визнати, що це оріонці знайшли портал, тим самим заклавши основу для розвінчання їхнього образу як лише піратів. Потім команда «Ентерпрайза» куштує оріонський напій, який змушує їх бачити себе, як у мультфільмі. |                    |                                                                 |                 |                                   |                         |
| 18 | 8                  | «Під покривом війни / Under the Cloak of War»                   | Джефф В. Берд   | Дейві Перез                       | 3 серпня 2023           |
| На «Ентерпрайз» прибуває посол Дак'Ра, клінґонський генерал, який перейшов на бік Федерації. Він відомий тим, що вбив власних офіцерів, коли дізнався, що вони віддавали накази вбивати цивільних під час битви на супутнику Дж'Ґал. За це він отримав прізвисько «різник Дж'Ґала» Ветеранам війни між Федерацією та клінґонами, включно з Ортегас, М'Бенґою та Чепел, незручна його присутність. М'Бенґа та Чепел служили в польовому госпіталі на Дж'Ґалі, коли Дак'Ра був командувачем. Дак'Ра запевняє, що змінився та запрошує М'Бенґу приєднатися до його миротворчої місії. М'Бенґа відхиляє пропозицію Дак'Ра і висловлює сумніви в щирості слів посла. Під час особистої зустрічі М'Бенґа розкриває Дак'Ра правду: насправді це М'Бенґа вбив кліґонських офіцерів, скориставшись розробленим ним стимулятором. Дак'Ра тоді втік, приписавши собі різанину клінґонів. Стається бійка, і М'Бенґа, захищаючись, убиває Дак'Ра його ж кинджалом. М'Бенґа потім каже Пайку, що не збирався вбивати Дак'Ра, але не шкодує про це. |                    |                                                                 |                 |                                   |                         |
| 19 | 9                  | «Підпросторова рапсодія / Subspace Rhapsody»                    | Дермотт Доунс   | Дана Горґан і Білл Волкофф        | 10 серпня 2023          |
| Джеймс Кірк відвідує «Ентерпрайз». У той час, команда виявляє складку підпростору, що могла б суттєво пришвидшити зв'язок. Проводячи комунікаційні експерименти, Ухура транслює запис пісні «Anything Goes» і це створює поле, в якому всі починають спілкуватися, співаючи. Спок припускає, що це «поле неймовірності», в якому реалізується одна з можливих реальностей — реальність-мюзикл. Пайк сперечається у пісні з Бетел перед командою та розуміє, що екіпаж тепер підкорюється законам мюзиклів, слабко контролюючи свої емоції. Чепел виграє престижну дослідницьку стипендію та висловлює в пісні, що вона надає перевагу кар'єрі над стосунками зі Споком. Лаан освідчується у своїх почуттях Кірку, перш ніж мюзикл змусить її це зробити, але він каже їй, що вже має стосунки з Керол Маркус. Клінґонський корабель, який теж підпав під дію «поля неймовірності», має намір підірвати складку, але експерименти показують, що це знищить усі кораблі поблизу. Ухура вважає, що спів підбадьорливого фіналу всією командою дасть достатньо енергії, щоб згорнути «поле неймовірності» до того, як прибудуть клінґони; вона заохочує команду «Ентерпрайза» співати про задоволення, яке вони знаходять у спільній роботі та дослідженні космосу, і коли пісня закінчується, «поле неймовірності» розсіюється. |                    |                                                                 |                 |                                   |                         |
| 20 | 10                 | «Гегемонія / Hegemony»                                          | Майя Врвіло     | Генрі Алонсо Майерс               | 17 серпня 2023          |
| Зореліт «Каюґа» відвідує людську колонію Парнас Бета, створену за зразком земного американського містечка. Чепел перебуває на борту «Каюґи», щоб провести планову вакцинацію. В цей час на планету нападають Ґорни і скидають пристрій — заглушувач зв'язку. Коли «Ентерпрайз» прибуває на сигнал лиха, «Каюґа» знищений, а на планету неможливо телепортуватися чи зв'язатися з поверхнею. Ґорни оголошують про поділ території таким чином, що планета опиняється в зоні їхнього впливу. Формально Федерація не може втрутитися, бо колонія не входила до її складу. Пайк таємно споряджає шаттл. Він сам, Ортеґас, Ла'ан і М'Бенґа та Сем Кірк висаджуються на поверхню. Вони знаходять Бетел і ще групу вцілілих, яких урятував інженер Зоряного флоту Монтгомері Скотт, створивши маскувальний пристрій. Коли молодий ґорн не вбиває Бетел, Пайк дізнається, що Бател заражена яйцями ґорнів. У той час Спок, дотримуючись стратегії, запропонованої Ухурою та Пелією, встановлює ракети на уламки «Каюґи», щоб під виглядом космічного сміття скинути їх на заглушувальний пристрій. Чепел, яка вижила та сховалася в одному з відсіків, бачить Спока і прямує йому назустріч у скафандрі. На заваді стає дорослий ґорн, якого Спок за допомоги Чепел убиває, розбивши йому шолом. Уламки падають на заглушувальний пристрій, що дозволяє «Ентерпрайзу» телепортувати на борт Пайка, Скотта, Бател, а також Спока та Чепел. Але ґорни захоплюють Ла'ан, М'Бенґу, Ортеґас, Сема та колоністів. Пайку доводиться вирішувати: відступати чи залишитися, щоб врятувати полонену команду. |                    |                                                                 |                 |                                   |                         |

### Третій сезон
| № серії (загалом) | № серії (в сезоні) | Назва серії                                                      | Режисер(и)                     | Сценарист(и)                       | Оригінальна дата показу |
| --- | ------------------ | ---------------------------------------------------------------- | ------------------------------ | ---------------------------------- | ----------------------- |
| 21 | 1                  | «Гегемонія, частина II / Hegemony, Part II»                      | Кріс Фішер                     | Генрі Алонсо Майєрс та Дейві Перес | 17 липня 2025           |
| Капітан Крістофер Пайк та екіпаж «Ентерпрайза» встановлюють маячок на кораблі ґорнів, де опинилися начальник служби безпеки Ла'Ан Нуньєн-Сінг, доктор Джозеф М'Бенга, пілот Еріка Ортегас, ксеноантрополог Сем Кірк та багатьох колоністів-людей. Попри наказ Зоряного флоту залишатися в просторі Федерації, адмірал Роберт Ейпріл дозволяє «Ентерпрайзу» вистежити наступну ціль ґорнів, бо розуміє, що їхні напади продовжаться. Монтгомері Скотт будує транспондер, який маскує «Ентерпрайз» і дозволяє влетіти у невідому подвійну зоряну систему, яка приховує рідну планету ґорнів флот, який готується до експансії. Команда «Ентерпрайза» з'ясовує, що цикли сплячки ґорнів зумовлюються спалахами подвійної зорі. Вона намагнічує корпус зорельота, провокуючи штучний викид корональної маси. Ла'Ан, М'Бенга, Ортегас та Сем з колоністами тікають на «Ентерпрайз». Тим часом Спок та медсестра Крістін Чапел нейтралізують яйця ґорнів у дівчині Пайка, капітані Марі Бетел, за допомогою доповненої іллірійської крові першого офіцера Уни Чін-Райлі. |                    |                                                                  |                                |                                    |                         |
| 22 | 2                  | «Блюз весільних дзвонів / Wedding Bell Blues»                    | Джордан Кеннінг                | Кірстен Баєр та Девід Рід          | 17 липня 2025           |
| «Ентерпрайз» закінчив ремонт на Зоряній Базі Один, і екіпаж готується святкувати 100-річчя Федерації. Після стажування з археологом доктором Роджером Корбі, Чапел повертається до екіпажу, але на розчарування Спока, повідомляє, що Корбі її новий хлопець. Спок зустрічає нового бармена-вулканця, який пропонує випити і «готуватися до змін». Наступного дня Спок прокидається в іншій реальності, де екіпаж готується святкувати його з Чапел весілля. Спок сприймає все як належне, не пам'ятаючи вчорашніх подій. Та сама істота тепер з'являється як андоріанець, який швидко залагоджує дрібні проблеми. Корбі усвідомлює його втручання та отямлює Спока в ході суперечки. На весільній церемонії Чапел повертає свої спогади після того, як Спок декламує вірш, який Корбі колись їй читав. Вони протистоять весільному організатору, який виявляється позавимірною істотою дитячого віку (ймовірно того ж виду, що й К'ю), і отримує догану від свого батька. Істоти покидають світ людей і реальність повертається до норми. Екіпаж святкує 100-річчя Федерації, за винятком Ортегас, яку переслідують галюцинації через зустріч із ґорнами. |                    |                                                                  |                                |                                    |                         |
| 23 | 3                  | «Шаттл на Кенфорі / Shuttle to Kenfori»                          | Онітра Джонсон та Білл Волкофф | Онітра Джонсон та Білл Волкофф     | 24 липня 2025           |
| У тілі Бетел активується ДНК ґорнів, і її єдиний шанс на виживання — це рідкісна квітка Химера з планети Кенфорі. Але після війни і Федерація і клінґони покинули планету. Пайк та М'Бенґа летять на планету шатлом, поки «Ентерпрайз» ховається неподалік. Вони знаходять квітку, але зауважують відсутність на планеті тварин. Згодом виявляється, що там стався витік екстракту Химери, який з'єднав тіла вчених Федерації з місцевим мохом, перетворивши їх на хижих зомбі. Коли прибуває клінґонський корабель, Номер Один вирішує повільно наближатися до планети, щоб уникнути виявлення. Ортеґас не виконує наказів, видаючи свою присутність і змушуючи зореліт поспішати. Пайк та М'Бенґа тікають від зомбі поверхами дослідницької станції, де їх вистежує Біта, дочка клінгонського посла Дак'Ра, яка намагається вбити М'Бенґу, щоб відновити честь своєї родини. М'Бенґа зізнається у вбивстві Дак'Ра та перемагає Біту в дуелі, але щадить її. Вона каже, що вижити буде для неї ганьбою, тому жертвує собою, щоб виграти час М'Бензі та Пайку, яких телепортують на «Ентерпрайз». Клінґонський зореліт стріляє в «Ентерпрайз», але він відлітає за мить до влучання. Пізніше Номер Один висловлює Ортеґас догану за непокору та звільняє її від обов'язків на два тижні. Пайк з жахом дізнається, що Бетел і М'Бенґа планують використати квітку, щоб перетворити Бетель на гібрида людини та ґорна, і він неохоче приймає це рішення.                                   |                    |                                                                  |                                |                                    |                         |
| 24 | 4                  | «Година космічних пригод / A Space Adventure Hour»               | Джонатан Фрейкс                | Дана Горган та Кетрін Лін          | 31 липня 2025           |
| Лаан отримує завдання протестувати «голодек» — новий голографічний симулятор, і просить комп'ютер створити для неї детективну історію, яку буде важко розв'язати. Комп'ютер генерує сценарій на основі книги, прочитаної Лаан, за участю акторів та знімальної групи науково-фантастичного серіалу 1960-х років під назвою «Останній рубіж», що нагадує оригінальний «Зоряний шлях». Зовнішність персонажів засновується на екіпажі «Ентерпрайза». У міру того, як історія стає дедалі складнішою, Лаан просить Спока допомогти в розслідуванні. Скотт виявляє, що голодек споживає надто багато енергії, яка зараз потрібна для захисту від руйнування нейтронної зірки. Коли Лаан потрапляє в пастку, а протоколи безпеки голодека виходять з ладу, Скотт надсилає їй повідомлення, пояснюючи, що вона повинна розгадати таємницю, щоб завершити симуляцію. Лаан, яка зблизилася зі Споком під час уроків танців протягом останніх місяців, розуміє, що Спок, з яким вона перебуває на голодеку, — це голограма і вбивця, якого вона шукала за сюжетом. Симуляція закінчується, і Лаан рекомендує доопрацювати технологію голодеку. Номер Один закликає Скотта звертатися за допомогою в майбутньому. Під час чергового уроку танців Лаан та справжній Спок цілуються. |                    |                                                                  |                                |                                    |                         |
| 25 | 5                  | «Крізь лінзи часу / Through the Lens of Time»                    | Анді Армаганян                 | Онітра Джонсон та Дейві Перес      | 7 серпня 2025           |
| Медичний асистент Дана Ґембл приєднується до археологічної експедиції під керівництвом Чапел та Корбі. Вони досліджують стародавній артефакт на планеті М'крун. Предки місцевого населення, за легендою, досягли безсмертя. Артефакт відкриває вхід до споруди, схожої на храм. Усередині дослідники знаходять трупи грабіжників і попередження. Коли Ґембл підбирає сяйливу сферу, вона вибухає, осліплюючи його. Після того, як його транспортують назад на «Ентерпрайз», храм замикається, а дослідники опиняються в різних кімнатах. М'Бенґа безуспішно намагається повернути зір Ґемблу та виявляє, що його мозок мертвий. На планеті команда з'ясовує, що храм був побудований як в'язниця для іншовимірних паразитів, названих «везда», що проникли при експериментах із досягнення безсмертя. Зрештою Спок розуміє, що в цій в'язниці причина та наслідок обернені. Дослідники проходять по мосту, що виглядає неіснуючим, і вибираються назовні. Тим часом Бател, через свою ДНК ґорна, розпізнає Ґембла як загрозу і вони б'ються. Ґембла заарештовують, але він маніпулює охоронцем, тікає та бере в заручники Скотті, Кірка й головну інженера Пелію, вимагаючи контролю над кораблем. Пелія застрелює його, і коли везда залишає його тіло, Скотті захоплює його в буфер телепорта. Народ М'круна погоджується на вступ до Федерації. |                    |                                                                  |                                |                                    |                         |
| 26 | 6                  | «Сехлат, який ковтає свій хвіст / The Sehlat Who Ate Its Tail»   | Валері Вейсс                   | Девід Рід та Білл Волкофф          | 14 серпня 2025          |
| На планету за межами Федерації нападає невідоме величезне судно. Корабель «Фарагут» опиняється під атакою його зброї. Більшість екіпажу, включаючи капітана В'Рел, отримала поранення, командування приймає Джеймс Кірк. На допомогу прибуває «Ентерпрайз», Спок, Чапел, Скотті та Ухура телепортуються на «Фарагут» і з'ясовують, що нападники — це легендарні мародери, котрі грабують кораблі та планети. Мародери захоплюють «Ентерпрайз» усередину свого судна та відлітають у напрямку планети з доварповою цивілізацією. Кірк розпоряджається летіти на випередження, але через його хибне рішення варп-двигун «Фарагута» виходить з ладу. З «Ентерпрайза» тим часом мародери збирають ресурси. Пелія відновлює зв'язок, використавши дротові телефони XX століття зі своєї колекції. Пайк та Ла'Ан вдається вбити двох грабіжників. Кірк шкодує, що опинився капітаном за таких обставин, але за підтримки команди розробляє план, як приманити мародерів і змусити їх забрати варп-гондоли корабля. План вдається, поглинувши гондоли, корабель мародерів виходить з ладу. Коли «Ентерпрайз» тікає, «Фаррагут» відкривав вогонь усередину корабля та знищує його. Обидва екіпажі до свого шоку виявляють, що мародери — це люди, нащадки вчених XXI століття, які покинули Землю після Третьої світової війни. Врятувати нікого з них не вдається. Кірк картає себе за це, але Пайк переконує його, що мародери явно бачили кого атакують і за два століття втратили людяність. |                    |                                                                  |                                |                                    |                         |
| 27 | 7                  | «Що таке Зорефлот? / What Is Starfleet?»                         | Шерон Льюїс                    | Кетрін Лін та Алан Б. Макелрой     | 21 серпня 2025          |
| 28 | 8                  | «Чотири з половиною вулканця / Four-and-a-Half Vulcans»          | Джордан кеннінг                | Дана Горган та Генрі Алонсо Майєрс | 28 серпня 2025          |
| 29 | 9                  | «Тераріум / Terrarium»                                           | Ендрю Куттс                    | Алан Б. Макелрой                   | 4 вересня 2025          |
| 30 | 10                 | «Нове життя і нові цивілізації / New Life and New Civilizations» | Мая Врвіло                     | Дана Горган та Дейві Перес         | 11 вересня 2025         |

## В ролях

### Основний склад
- Енсон Маунт, Ітан Пек і Ребекка РомайнЕнсон Маунт — Крістофер Пайк, капітана зорельота «Ентерпрайз».
- Ребекка Ромейн — Уна Чін-Райлі / Номер один, перша офіцер «Ентерпрайза».
- Ітан Пек — Спок, науковий офіцер на борту «Ентерпрайза», напівлюдина, напіввулканець.
- Бабс Олусанмокун — Джабіло М'Бенґа: головний медик «Ентерпрайза».
- Джесс Буш — Крістін Чапел: медсестра на «Ентерпрайзі».
- Крістіна Чонг — Лаана Нуньєн-Сінг: нещодавно призначена начальниця служби безпеки «Ентерпрайза». Її предок — відомий лиходій, генетик Хан Нуньєн-Сінг.
- Селія Роуз Гудінг — Нійота Ухура: курсантка, спеціалістка з лінгвістики.
- Мелісса Навіа — Еріка Ортегас: стернова «Ентерпрайза».
- Брюс Горак — Геммер, головний інженер «Ентерпрайза», сліпий андоріанець.

### Гостьовий склад
- Адріан Голмс — Роберта Ейпріл, адмірал Зоряного флоту та перша капітан «Ентерпрайза», наставниця Пайка.
- Ден Жаннот — Джордж Семюел Кірк, офіцера з біологічних наук на борту «Ентерпрайза» та старшого брата майбутнього капітана Джеймса Тиберія Кірка.
- Джіа Сандху — Т'Прінг, наречена Спока, що лишилася на рідній планеті Вулкан.

## Виробництво

### Розробка
Розробка серіалу почалася в березні 2020 року, і CBS All Access офіційно замовив виробництво в травні. Вони підтвердили головний склад, назву і творчу команду, включаючи Голдсмана і Генрі Алонсо Майерса в якості шоуранеров.
Перший епізод серіалу написаний Аківою Голдсманом за оповіданням, яке він написав разом з Алексом Курцманом і Дженні Люмет. Джонатан Фрейкс, який виконав роль коммандера Вільяма Райкера у телесеріалі «Зоряний шлях: Наступне покоління», буде режисером нового серіалу.

### Кастинг
Енсон Маунт, Ребекка Ромейн і Ітан Пек зіграють відповідно Крістофера Пайка, Номера першого (Уна) і Спока, повторюючи свої ролі з «Дискавері». Всі ці головні персонажі походять з оригінального серіал «Зоряний шлях». Після позитивного відгуку фанатів, Курцман висловив зацікавленість у поверненні акторів в їх власний спін-офф серіалу.

### Зйомки
Зйомки заплановані на CBS Stages в Міссіссазі, Онтаріо, з лютого по липень 2021 року.

### Цікаві факти
- У прем'єрному епізоді серіалу як ілюстрація інопланетного бунту з'явилися документальні кадри з Євромайдану[26].

## Сприйняття
Серіал зібрав 98 % схвальних рецензій на Rotten Tomatoes від професійних критиків і 83 % схвалення від широкого загалу.
Оуен Вільямс у журналі «Empire» підсумував, що «Дивні нові світи» повертаються до класичної епізодичної схеми і серіал захопливий та візуально вражає. З чудовим акторським складом, швидким сюжетом і великою тем, які можуть розвиватися пізніше, серіал «досягає всього, що задумано». В той же час «є довготривале відчуття, що, мабуть, це недостатньо дивно чи по-новому».
Пет Браун у журналі «Slant» писав, що хоча зображення Спока та Пайка перегукуються з версіями персонажів оригінального серіалу, незрозуміло чому характери Ухури та Чапел більш пустотливі. Також «Дивні нові світи» не мають чіткої центральної сюжетної арки. Епізоди легкі та добре продумані, з адаптацією класичних тем під реалії XXI століття. Тому «Немає сумніву, що „Дивні нові світи“ вважаються найуспішнішими з нових шоу „Зоряного шляху“», та у вирішальних аспектах серіал показує вже знайоме без рішучості йти куди-небудь у незвідане.
Згідно з висновком Браяна Лоурі з CNN про серіал: «у ньому немає нічого дивного чи нового», але він є надійним і добре виконаним розширенням усесвіту «Зоряного шляху».